# Хилл, Джордж (разведчик)
Джордж Хилл (англ. George A. Hill; 1892, Казань — 1968, Лондон) — британский разведчик.

## Биография
Отец Джорджа, Фредерик Хилл, по происхождению англичанин, родился в 1860 году в Казани, имел свой кирпичный завод. Семья Хиллов жила в Санкт-Петербурге до 1917 года.
В 1914 году Джордж Хилл уехал в Канаду, там его и застало начало Первой мировой войны. Поступив на службу в канадский пехотный полк, он был направлен на фронт во Францию. На фронте он занимался допросом пленных и поимкой шпионов, был ранен, а вскоре после этого произведён в офицерский чин.
Затем он был откомандирован в Грецию, на Салоникский фронт, уже в качестве секретного агента британской политической разведки.
В июне 1917 года Хилл, как член миссии Королевского лётного корпуса, приехал в Россию, где в течение полутора лет принимал активное участие во множестве операций британской разведки.
Согласно воспоминаниям самого Хилла, он помогал Троцкому организовать военную разведку и Красную авиацию. Вместе с Джозефом Бойлем Хилл участвовал в возвращении румынскому правительству ценностей, эвакуированных в Москву во время Первой мировой войны.Хилл был награжден Военным крестом (MC), как было объявлено в The London Gazette от 11/12 февраля 1919 года: "Его Величеству КОРОЛЮ было милостиво угодно утвердить нижеперечисленные награды за выдающиеся заслуги, оказанные в связи с военными операциями на местах: — Награжден Военным крестом. Лейтенант  Джордж Александр Хилл".
После окончания гражданской войны Хилл до 1926 года жил в Константинополе, Варшаве, Риге, Хельсинки и других столицах пограничных с Советской Россией стран. Затем вышел в отставку.
Занимался различной случайной работой: некоторое время работал в Royal Dutch-Shell Oil Company, затем управляющим в театре Глобус на Шэфтсбури-авеню (театр Гилгуда), заместителем управляющего у импресарио Чарльза Кохрана (C. B. Cochran). В 1930-е годы написал две книги воспоминаний: Go Spy The Land (1932) и The Dreaded Hour (1936) и две неопубликованные театральные пьесы.

### Вторая мировая война
С началом Второй мировой войны Хилл вернулся на службу в SIS в чине майора, сначала в качестве инструктора в секции D (Destruction), где одним из его учеников был Ким Филби, который впоследствии упомянул об этом в своих мемуарах. Затем диверсионная школа, в которой преподавал Хилл, была включена в состав Управления специальных операций (SOE).
В 1941 году Хилл был отправлен в качестве руководителя миссии УСО/СИС в Москву. По воспоминаниям Филби, чекисты восприняли это назначение с восторгом. В Москве были подписаны два соглашения между УСО и НКВД по координации саботажа и пропаганды в оккупированных нацистами европейских странах. Совместные операции включали в себя заброску англо-советских агентов в европейские страны (операция Pickaxe). По утверждению Хилла, он также написал учебник по партизанской войне для советских партизан. Хилл вернулся в Лондон летом 1945 года, в чине бригадира.

### После войны
После войны Хилл работал директором компании по производству минеральной воды Apollinarius, принадлежавшей британцам.
Скончался в 1968 году.
Некоторые бумаги Хилла, в том числе неопубликованные мемуары о ВМВ, озаглавленные «Четыре года с НКВД», хранятся в архиве Гуверовского института.

## Сочинения
- Typescript report by Capt George A Hill, RAF, entitled 'Report of work done in Russia to end of 1917', 27 Nov 1918 (англ.)
- Go Spy The Land: Being the Adventures of I.K.8 of the British Secret Service 1932.
- The Dreaded Hour. 1936.
- Моя шпионская жизнь. Олма-Пресс; 2001 г.